# Longaulnay
Longaulnay ist eine Gemeinde in der Bretagne in Frankreich. Sie gehört zum Département Ille-et-Vilaine, zum Arrondissement Saint-Malo und zum Kanton Combourg. Sie grenzt im Norden an Saint-Thual, im Osten an La Baussaine, im Süden an Miniac-sous-Bécherel und Bécherel, im Südwesten an Saint-Pern und im Westen an Plouasne.

## Bevölkerungsentwicklung
| Jahr      | 1962 | 1968 | 1975 | 1982 | 1990 | 1999 | 2008 | 2017 |
| --------- | ---- | ---- | ---- | ---- | ---- | ---- | ---- | ---- |
| Einwohner | 455  | 413  | 363  | 327  | 303  | 340  | 589  | 616  |

## Sehenswürdigkeiten
Siehe: Liste der Monuments historiques in Longaulnay
|  |  |